# Narathura gander
Narathura gander är en fjärilsart som beskrevs av Evans 1957. Narathura gander ingår i släktet Narathura och familjen juvelvingar. Inga underarter finns listade i Catalogue of Life.